# Luigi I Gonzaga

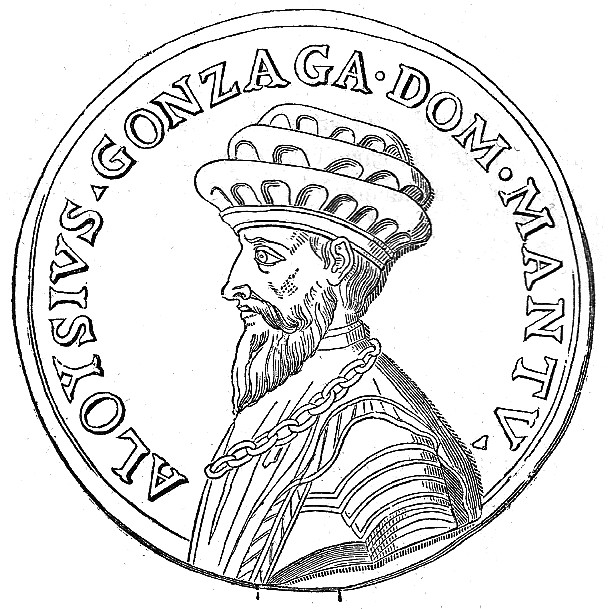
Luigi I Gonzaga, kapitan ludu

Herb rodu Gonzaga w XIII i XIV w.

Luigi I Gonzaga (albo Ludovico) (ur. w 1267 lub 1268, zm. 18 stycznia 1360), szlachcic włoski.
Był pierwszym Kapitanem Ludu w Mantui oraz Wikariuszem Cesarskim. Był synem Guida (zm. w 1318) i wnukiem Antonia (zm. w 1283). Był podestą w Mantui w 1318. Dzięki wsparciu Cangrande I della Scala z Werony, który dostarczył mu pomocy wojskowej, obalił władzę Rinaldo Bonacolsiego (sierpień 1328) i został obwołany Kapitanem Generalnym (Kapitanem Ludu) z prawem mianowania następcy, a w 1329 został mianowany Wikariuszem Cesarskim cesarza Ludwika IV Bawarskiego. 
Miał osiemnaścioro dzieci. Następcą Luigiego był jego syn Gwidon.